# Анна Тимирьова
А́нна Васи́лиевна Тимирьова (фамилия по първи съпруг; на руски: А́нна Васи́льевна Тимирёва; 1893 – 1975), фамилия по баща Сафонова, фамилия по втори съпруг Книпер, е руска художничка и поетеса.
Тя е дъщеря на музиканта Василий Илич Сафонов; от 1918 фактически е жена на адмирал Колчак, последвала го и в ареста му през 1920. Преживява следващите години в изолация, 15 от тях – в ГУЛАГ.

## Биография
Анна Василиевна Сафонова е родена през 1893 в Кисловодск в семейство на владикавказки казаци. Пристига в Петербург през 1906 и се обучава в живопис, френски и немски език в частната гимназия на Княгиня Оболе́нская. През 1911 се омъжва за морския офицер Сергей Николаевич Тимирьов и през 1914 ражда единственото си дете Владимир.
Тимирьова се запознава с Александър Колчак през 1915 году в Хелзинки, а след Октомврийската революция го следва неотклонно. Първо в Омск като преводачка на Върховния управител, шивачка, милосърдна сестра, а след това и при ареста и екзекуцията на Колчак в Иркутск. Тимирьова попада в Иркутския следствен изолатор, след което е прехвърлена последователно в затвора в Новосибирск и в Бутирка в Москва, откъдето е освободена през 1922. Три години по-късно е интернирана от Москва в Таруса, но случаят ѝ е преразгледан и Тимирьова е въдворена в Забайкалския изправително-трудов лагер. След отслужване на определения срок тя няма право да живее в 15-те най-големи съветски града и се заселва последователно във Вишний Волочок, Верея и Малоярославец.
В последния град през 1938 я застига нова присъда от осем години лагер. Тимирьова е изпартена в КарЛаг, Казахска ССР, където се запознава Мария Ростиславовна Капнист. През същата 1938 синът ѝ художникът Владимир Тимирьов е арестуван и разстрелян. Анна Тимирьова преживява и това наказание, след което заживява на гара Завидово, Конаковски район, Тверска област, представяйки се като Анна Чехова. През 1949 отново е арестувана в Щербаков, затворена в Ярославъл и отпратена без присъда в Енисейск, Красноярски край, където отново се среща с Мария Капнист. Тимирьова е освободена през 1956 и започва работа последователно като библиотекар, архивист, предучилищен възпитател, чертожник, ретушир, картограф, шивач на бродерии, гравьор на играчки, статист и художник в театъра. Реабилитирана е от официалната власт през март 1960 и излиза в пенсия.
Тимирьова се завръща в Москва и работи като консултант по етикет за Сергей Бондарчук в екранизацията на „Война и мир“, като участва и в сцени от филма. Умира през 1975 и е погребана във Ваганково, Пресненски район.

## Прототип
Анна Тимирьова е персонаж в серия романи и филми за адмирал Колчак:
- Валентин Пикул, „Трите възрасти на О'Кини сан“, 1981
- „Конь белый“, сериал от 1993, с Вероника Изотова в ролята на Тимирьова
- „Адмиралъ“, филм от 2008, с Елизавета Боярская в ролята на Тимирьова.
- „Романс Колчака“ док. филм от 1997, „Культура“ (телеканал)

## Творчество
- Милая химера в адмиральской форме: Письма А. В. Тимиревой А. В. Колчаку, 18 июля 1916 г. 17 – 18 мая 1917 г. СПб: Дмитрий Буланин, 2002. 238 с. ISBN 5-86007-345-3
- „…Не ненавидеть, но любить“: Стихи. Воспоминания / А. В. Книпер. – Кисловодск: Благодать, 2003. 246 с. ISBN 5-93015-044-3
- Книпер А. В. Фрагменты воспоминаний/Публ.и прим. К. Громова и С. Боголепова (И. Сафонова и Ф. Перченка)//Минувшее. Исторический альманах. Т. 1. Париж. 1986